# Robert T'Sas
Robert T'Sas (Schaerbeek, 11 marzo 1903 – Braine-l'Alleud, 29 giugno 1981) è stato uno schermidore belga, vincitore di una medaglia d'argento ed una di bronzo ai Campionati Internazionali di scherma.

## Palmarès
In carriera ha ottenuto i seguenti risultati:
- Campionati internazionali

Napoli 1929: argento nel fioretto a squadre.
Liegi 1930: bronzo nel fioretto a squadre.